# Marie Bardiaux-Vaïente
Marie Bardiaux-Vaïente, qui a également signé des titres sous la forme Marie Gloris ou Marie Gloris Bardiaux-Vaïente, née le 30 juin 1975, est une historienne et scénariste de bande dessinée française.

## Biographie

### Jeunesse et formation
Marie Bardiaux-Vaïente tombe très jeune dans la passion de la lecture, grâce à sa mère et surtout à sa grand-mère qui était institutrice. Elle lit Boris Vian, Jean-Paul Sartre ou encore Annie Ernaux, mais elle considère Antigone de Jean Anouilh comme étant le texte fondateur de sa construction personnelle. À vingt-quatre ans elle devient jurée d'Assises, renforçant ses convictions. Elle fait des études d'Histoire, et s'intéresse à la généalogie. Sa culture de la bande dessinée lui vient de son père et utilise son argent de poche à acheter le journal Pif Gadget et emprunte des albums chaque semaine à la bibliothèque.
Elle devient à son tour institutrice mais quitte cette profession à quarante-et-un ans à cause des contraintes de l'Éducation nationale. A trente-quatre ans, elle renoue avec les études afin de devenir Docteure en Histoire. Elle soutient sa thèse en histoire moderne et contemporaine à l'Université Bordeaux-Montaigne sur l'Histoire de l'abolition de la peine de mort dans les six pays fondateurs de l'Union européenne, pour comprendre pourquoi cet espace est le seul dans le monde où la peine de mort est interdite. À la même période, elle commence à écrire des bandes dessinées.

### Carrière de scénariste de bande dessinée
En 2012, Thierry Gloris, lui propose de collaborer chez Delcourt sur le diptyque Isabelle, la louve de France, pour la série Les Reines de sang, qui retrace la biographie d'Isabelle de France, fille de Philippe Le Bel, reine d'Angleterre. Marie Gloris Bardiaux-Vaïente brosse le portrait intime d'une femme à poigne et sympathique. Sur cette collaboration, son rôle a essentiellement été celui de la biographe qui apporte un point de vue objectif sur le côté historique. Leur association continue ensuite avec le triptyque Cléopâtre, la Reine fatale.
Elle est membre active du Collectif des créatrices de bande dessinée contre le sexisme. Ce collectif a été créé au printemps 2015, pour dénoncer le sexisme dans le milieu littéraire . Dans ce cadre, elle devient en 2018 « rédactrice en chef » de l'album Féministes aux éditions Vide Cocagne. Elle réunit de nombreuses autrices pour aborder divers sujets autour de leurs vies de femme et de questions sur la condition féminine. La même année, parait Fille d'Œdipe chez 6 Pieds sous terre avec des dessins de Gabriel Delmas, un récit féministe sur Antigone, mettant en avant la liberté individuelle et le rejet de toute ingérence patriarcale. Pour les chercheurs Maël Rannou et Marie Enriquez, qui comparent différentes versions d'Antigone, celle-ci est celle qui se démarque particulièrement en mêlant l'adaptation personnelle et l'inscription antique, ils indiquent qu'e« rejette donc le cadre fondateur de la tragédie originelle, l’inéluctabilité du sort d’Antigone, et en fait un acte puissamment politique ».
En 2019, elle publie deux albums sur l'abolition de la peine de mort, un de ses engagements politiques très fort. La Guillotine dessiné par Rica aux éditions Eidola sur l'instrument qui donna la mort durant deux siècles en France. L'Abolition - Le Combat de Robert Badinter mis en image par Malo Kerfriden chez Glénat, narre, sans être une biographie, le combat de Robert Badinter pour abolir la peine de mort en France.

#### Prix des Lycéens au Festival International de la Bande Dessinée d'Angoulême 2025[9]
Le 31 janvier 2025, Marie Bardiaux-Vaïente et Carole Maurel reçoivent le Prix des Lycéens pour la BD Bobigny 1972  (Glénat, 2024), récit du procès intenté à Marie-Claire Chevalier en 1972 pour avoir avorté illégalement à la suite d’un viol. Lors de la cérémonie de remise du Fauve, Marie Bardiaux-Vaïente rend hommage au combat de Marie-Claire Chevalier .

## Œuvre

### Bandes dessinées
- Les Reines de sang - Isabelle, la Louve de France, coscénario de Thierry Gloris, dessin de Jaime Calderón, Delcourt :
  - Tome 1, 2014  (ISBN 978-2-7560-7829-8).
  - Tome 2, 2018  (ISBN 978-2-7560-5418-6).
- Les Reines de sang - Cléopâtre, la Reine fatale, coscénario de Thierry Gloris, dessin de Joël Mouclier, Delcourt :
  - Tome 1, 2017  (ISBN 978-2-7560-2708-1).
  - Tome 2, 2018  (ISBN 978-2-413-00191-1).
  - Tome 3, 2020  (ISBN 978-2-413-01690-8).
- Fille d'Œdipe, dessin de Gabriel Delmas, 6 Pieds Sous Terre, 2018 (ISBN 978-2-352-12139-8).
- Féministes, direction (et quelques scénarios), Vide Cocagne, 2018  (ISBN 979-10-90425-93-4).
- La Guillotine, dessin de Rica, Eidola, 2019  (ISBN 979-1-090-09334-8). En partie prépublié dans La Revue dessinée n° 3 en mars 2014 (p.66-107).
- L'Abolition - Le Combat de Robert Badinter, dessin de Malo Kerfriden, Glénat, 2019 (ISBN 978-2-344-02650-2).
- L'Enfer est vide, tous les démons sont ici, dessin de Malo Kerfriden, Glénat, 2021 (ISBN 978-2-344-04004-1).
- Talleyrand, dessin d'Andrea Meloni, coédition Glénat/Fayard, coll. « Ils ont fait l'histoire », 2021  (ISBN 9782344044544).
- Atatürk, dessin d'Andrea Meloni, coédition Glénat/Fayard, coll. « Ils ont fait l'histoire », 2023  (ISBN 9782344054604).
- Bobigny 1972, dessin de Carole Maurel, Glénat, 2024  (ISBN 9782344045664).
- Dans les couloirs du Conseil constitutionnel, dessin de Gally, Glénat, 2024  (ISBN 9782344053935).
- Jean Monnet, dessin de Sergio Gerasi, coédition Glénat/Fayard, coll. « Ils ont fait l'histoire », 2024  (ISBN 9782344045961).
- « Sans titre », dessin de Gally, dans Mafalda, mon héroïne, Glénat, 2024, p.55-64  (ISBN 9782344064580).
- Calamity Jane, dessin et couleur de Gaëlle Hersent, conseiller historique Farid Ameur, Glénat/Fayard, coll. « La Veritable Histoire Du Far-west », 2024   (ISBN 9782344059760).

### Essai
Nicolas Labarre et Marie Gloris Bardiaux-Vaïente, La Bande dessinée, langage pour la recherche, Bordeaux, Essais : revue interdisciplinaire d'Humanités, 2019 (ISBN 979-1-0970-2405-5)